# Torget
Torget is een plaats in de Noorse gemeente Hurdal, fylke Akershus. Torget telt 524 inwoners (2007) en heeft een oppervlakte van 0,84 km².